# Lepidiota heurni
Lepidiota heurni är en skalbaggsart som beskrevs av Moser 1924. Lepidiota heurni ingår i släktet Lepidiota och familjen Melolonthidae. Inga underarter finns listade i Catalogue of Life.